# هالفتسدورپ
هالفتسدورپ (به لاتین: Hulftsdorp) یک منطقهٔ مسکونی در سری‌لانکا است که در ناحیه کلمبو واقع شده‌است.